# Ніколо Савона
Ніколо́ Саво́на (італ. Nicolò Savona; нар. 19 березня 2003, Аоста) — італійський футболіст, захисник клубу «Ювентус».

## Клубна кар'єра
Вихованець академій клубів «Егревіль» та «Ювентуса». В сезоні 2020–21 був орендований в СПАЛ. 16 грудня 2021 року підписав з «Ювентусом» свій перший професіональний контракт. Дебютував за фарм-клуб «Ювентус Некст Джен» 30 листопада 2022 року проти «ФеральпіСало». 21 липня 2023 року продовжив контракт з «Ювентусом» до 2026 року. 7 травня 2024 року в поєдинку плей-оф Серії С проти «Ареццо» забив свій перший гол, реалізувавши пенальті.
8 серпня 2024 року продовжив контракт з клубом до червня 2029 року, після чого був переведений до першої команди. 19 серпня дебютував в основному складі «Ювентуса» в матчі Серії A проти «Комо», вийшовши на заміну Тімоті Веа. 26 серпня в поєдинку Серії A проти «Верони» забив свій перший гол у професіональній кар'єрі. 2 жовтня 2024 року в матчі загального етапу Ліги чемпіонів УЄФА проти німецького клубу «РБ Лейпциг» дебютував у єврокубках.
12 червня 2025 року продовжив контракт з «Ювентусом» до 2030 року. В червні 2025 року виступав на клубному чемпіонаті світу в США. На турнірі провів три матчі, а його команда дійшла до 1/8 фіналу, де поступилась мадридському «Реалу».

## Кар'єра в збірній
Виступав за збірні Італії до 20 і до 21 року.
8 листопада 2024 року вперше викликаний до збірної Італії головним тренером Лучано Спаллетті для участі в матчах Ліги націй УЄФА проти збірних Бельгії та Франції.

## Статистика виступів
Станом на 26 червня 2025
| Клуб              | Сезон             | Чемпіонат         | Чемпіонат | Чемпіонат | Кубок | Кубок | Єврокубки | Єврокубки | Інші  | Інші | Всього | Всього |
| Клуб              | Сезон             | Дивізіон          | Матчі     | Голи      | Матчі | Голи  | Матчі     | Голи      | Матчі | Голи | Матчі  | Голи   |
| ----------------- | ----------------- | ----------------- | --------- | --------- | ----- | ----- | --------- | --------- | ----- | ---- | ------ | ------ |
| Ювентус           | 2024–25           | Серія A           | 28        | 2         | 1     | 0     | 7         | 0         | 4     | 0    | 40     | 2      |
| Всього за кар'єру | Всього за кар'єру | Всього за кар'єру | 28        | 2         | 1     | 0     | 7         | 0         | 4     | 0    | 40     | 2      |

1. ↑  Матчі в Лізі чемпіонів УЄФА
2. ↑  1 матч в Суперкубку Італії, 3 матчі на клубному чемпіонаті світу